# Charinus insularis
Charinus insularis är en spindeldjursart som beskrevs av Banks 1902. Charinus insularis ingår i släktet Charinus och familjen Charinidae. Inga underarter finns listade i Catalogue of Life.